# Iasenîțea-Silna, Drohobîci
Iasenîțea-Silna (în ucraineană Ясениця-Сільна) este o comună în raionul Drohobîci, regiunea Liov, Ucraina, formată numai din satul de reședință.

## Demografie
Componența lingvistică a comunei Iasenîțea-Silna
     Ucraineană (100%)
Conform recensământului din 2001, toată populația comunei Iasenîțea-Silna era vorbitoare de ucraineană (100%).